# Бланкенштейн (герб)
Бланкенштейн (Бланкенштайн, нім. Blankenstein, пол. Blankensztein, Blanckestein) — шляхетський герб, ймовірно, прусського походження.

## Історія
Походження герба невідоме. Вперше згадано у 17 столітті в Пруссії (Войцех Віюк Коялович O familiach pruskich).

## Опис
Юліуш Кароль Островський, згідно Каспера Несецького, наводить три варіанти цього герба.
Бланкенштейн: Щит перетятий у співвідношення 1:2, перше поле срібне, а друге — синє з двома червоними балками поперечними, на яких золота стріла вістрям догори; у клейноді над шоломом в короні три страусових пера: біле між двома синіми. Намет синій, підбитий золотом (або сріблом).
Бланкенштейн II: поперечна червона балка є одна.
Бланкенштейн III: стріла перевернута.

## Роди
Тадеуш Гайль подає тільки один рід:
Бланкенштейни (Blankensztein, Blankenstein, Blankensztajn, Blanckestein).
В праці Ельжбети Сенчис Szlachta wylegitymowana w Królestwie Polskim w latach 1836—1861(1867) (Шляхта вилегітимована в Королівстві Польськім в роках 1836—1861(1867)) можна знайти інформацію, що з гербом Бланкенштейн була вилегітимована (отримала підтвердження шляхетства) родина Белке (Boelke, Boehlke).